# Corang River
Der Corang River ist ein kleiner Fluss im Südosten des australischen Bundesstaates New South Wales.

## Verlauf
Er entspringt im südlichen Tafelland von New South Wales im Norden des Budawang-Nationalparks bei Goodsell Basin. Von dort fließt er nach Nordwesten und mündet etwa zehn Kilometer südwestlich von Nerriga in den Shoalhaven River.